# Dingcheng
För andra betydelser, se Dingcheng (olika betydelser).
Dingcheng är ett stadsdistrikt och säte för stadsfullmäktige i Changde i Hunan-provinsen i södra Kina.